# Jigali, Harihar
Jigali là một làng thuộc tehsil Harihar, huyện Davanagere, bang Karnataka, Ấn Độ.